# 哈恩海姆
哈恩海姆是德国莱茵兰-普法尔茨州的一个市镇。总面积6.39平方公里，总人口1567人，其中男性777人，女性790人（2011年12月31日），人口密度245人/平方公里。